# Ordono al III-lea de Leon
Ordono al III-lea  (n. 925 d.Hr., Zamora⁠(d), Castilia și León, Spania – d. septembrie 956 d.Hr., Zamora⁠(d), Castilia și León, Spania) a fost regele Leonului din 951 până în 956, fiul și succesorul lui Ramiro al II-lea de Leon. S-a confruntat cu Navara și Castilia, regiunile care îl sprijineau pe fratele său vitreg, Sancho cel Gras, care disputa ascensiunea lui Ordono la tron. 
El a infrunțat și o rebeliune internă, atacurile musulmanilor lui Al-Andalus și rebeliunea din Galicia. Ca răspuns pentru musulmani, Ordono a condus un raid până departe în Lisabona (955), revenind în nord cu o pradă foarte profitabilă. Confruntând acest mare spectacol de forță, Abd-al-Rahman al III-lea a fost împins să negocieze și să încheie un tratat de pace cu regele Leonului.
El a încercat să continue acțiunea tatălui său în fortificarea terenurilor și a autorității regale în fața nesupusului Fernán González de Castilia. S-a căsătorit cu fiica acestuia, Urraca, și mai târziu a respins-o pentru alianța tatălui său cu Sancho.
Urraca a avut doi copii, Ordono, care a murit tânăr și o fiică, Theresa, care a devenit călugăriță. Ordono al III-lea a fost tatăl lui Bermundo al II-lea de Leon însă nu se știe cu exactitate dacă Urraca a fost mama lui sau dacă acesta a fost conceput cu o amantă. Ordono al III-lea a murit la Zamora în 956.